# Zweden op het Eurovisiesongfestival 1980
Melodifestivalen 1980 was de negentiende editie van de liedjeswedstrijd die de Zweedse deelnemer voor het Eurovisiesongfestival oplevert. De winnaar werd bepaald door de regionale jury's.

## Uitslag
| Nr. | Artiest                       | Lied                       | Songwriters                        | Punten | Plaats |
| --- | ----------------------------- | -------------------------- | ---------------------------------- | ------ | ------ |
| 1   | Tomas Ledin                   | Just nu                    | Tomas Ledin                        | 112    | 1ste   |
| 2   | Paul Paljett                  | Tusen sekunder             | Britta Johansson, Torgny Söderberg | 32     | 9de    |
| 3   | Kenta                         | Utan att fråga             | Kenta Gustafsson, Bo Rosendahl     | 56     | 6de    |
| 4   | Eva Dahlgren                  | Jag ger mig inte           | Eva Dahlgren                       | 48     | 7de    |
| 5   | Ted Gärdestad & Annica Boller | Låt solen värma dig        | Ted Gärdestad, Kenneth Gärdestad   | 57     | 5de    |
| 6   | Chips                         | Mycke' mycke' mer          | Torgny Söderberg, Lasse Holm       | 75     | 4de    |
| 7   | Liza Öhman                    | Hit men inte längre        | Bengt Palmers                      | 94     | 3de    |
| 8   | Lasse Lindbom                 | För dina bruna ögons skull | Per Gessle, Mats Persson           | 27     | 10de   |
| 9   | Janne Lucas Persson           | Växeln hallå               | Lasse Holm, Gert Lengstrand        | 96     | 2de    |
| 10  | Tania                         | Å sjuttital                | Torgny Söderberg                   | 41     | 8ste   |

### Jurering
| Lied                       | Luleå | Falun | Karlstad | Göteborg | Umeå) | Örebro | Norrköping | Malmö | Sundsvall | Växjö | Stockholm | Totaal |
| -------------------------- | ----- | ----- | -------- | -------- | ----- | ------ | ---------- | ----- | --------- | ----- | --------- | ------ |
| Just nu                    | 12    | 8     | 10       | 10       | 10    | 12     | 10         | 12    | 12        | 6     | 10        | 112    |
| Tusen sekunder             | 2     | 4     | 1        | 2        | 3     | 1      | 2          | 6     | 4         | 4     | 3         | 32     |
| Utan att fråga             | 5     | 12    | 6        | 6        | 6     | 8      | 3          | 2     | 3         | 3     | 2         | 56     |
| Jag ger mig inte           | 4     | 5     | 3        | 4        | 2     | 6      | 8          | 5     | 2         | 5     | 4         | 48     |
| Låt solen värma dig        | 6     | 2     | 12       | 7        | 7     | 3      | 4          | 7     | 6         | 2     | 1         | 57     |
| Mycke' mycke' mer          | 8     | 6     | 5        | 5        | 4     | 5      | 12         | 8     | 5         | 10    | 7         | 75     |
| Hit men inte längre        | 7     | 10    | 8        | 8        | 8     | 7      | 6          | 10    | 10        | 8     | 12        | 94     |
| För dina bruna ögons skull | 1     | 1     | 4        | 3        | 5     | 4      | 1          | 1     | 1         | 1     | 5         | 27     |
| Växeln hallå               | 10    | 7     | 7        | 12       | 12    | 10     | 7          | 4     | 7         | 12    | 8         | 96     |
| Å sjuttital                | 3     | 3     | 2        | 1        | 1     | 2      | 5          | 3     | 8         | 7     | 6         | 41     |

## In Den Haag
In Den Haag moest Zweden optreden als 8ste, na Denemarken en voor Zwitserland.
Op het einde van de puntentelling was Zweden 10de geworden met een totaal van 47 punten. 
Men ontving van Nederland en België geen punten.

### Gekregen punten

#### Finale
| 12 punten              | 10 punten                 | 8 punten  | 7 punten    | 6 punten  |
| ---------------------- | ------------------------- | --------- | ----------- | --------- |
|                        | - Griekenland - Luxemburg | - Turkije |             | - Marokko |
| 5 punten               | 4 punten                  | 3 punten  | 2 punten    | 1 punt    |
| - Italië - Zwitserland |                           |           | - Duitsland | - Spanje  |

### Punten gegeven door Zweden

#### Finale
Punten gegeven in de finale:
| 12 punten | Verenigd Koninkrijk |
| 10 punten | Italië              |
| 8 punten  | Portugal            |
| 7 punten  | Ierland             |
| 6 punten  | Luxemburg           |
| 5 punten  | Duitsland           |
| 4 punten  | Frankrijk           |
| 3 punten  | Nederland           |
| 2 punten  | Zwitserland         |
| 1 punt    | Oostenrijk          |